# Numero di Smith
Un numero di Smith è un numero intero positivo che, se scritto nella base considerata, ha la somma delle relative cifre uguale alla somma delle cifre nella relativa fattorizzazione (nel caso dei numeri che non sono privi di quadrati, la scomposizione si vuole scritta senza esponenti, con ciascun fattore ripetuto il numero di volte necessario). I numeri primi sono esclusi dall'insieme dei numeri di Smith poiché è evidente che tutti soddisfano banalmente la condizione richiesta.
Sono stati chiamati in questo modo per la prima volta nel 1982 da Albert Wilansky, poiché aveva scoperto che suo cognato H. Smith aveva come numero di telefono 493-7775 (per l'appunto un numero di Smith).
Nel 1987, W. L. McDaniel generalizzò il concetto di numeri di Smith e introdusse i k-Smith numbers e provò che sono infiniti. Con k = 1 ci si riduce ai numeri di Smith, allora anche i numeri di Smith sono infiniti. Esistono dei numeri di Smith che possiedono anche caratteristiche di altri tipi di numeri come i numeri fratelli Smith, cioè successivi, come 728 e 729, i Fibonacci Smith oppure i numeri di Smith palindromi come il numero 1234554321.

## Esempi
- 202 poiché 2 + 0 + 2 = 4 e la relativa scomposizione in fattori è 2 × 101, e 2 + 1 + 0 + 1 = 4;
- 729, poiché 7 + 2 + 9 = 18 e, dato che la sua scomposizione è 3 × 3 × 3 × 3 × 3 × 3, la somma dei suoi fattori è 3 + 3 + 3 + 3 + 3 + 3 = 18.

Nella base 10, i primi numeri di Smith sono:
4, 22, 27, 58, 85, 94, 121, 166, 202, 265, 274, 319, 346, 355, 378, 382, 391, 438, 454, 483, 517, 526, 535, 562, 576, 588, 627, 634, 636, 645, ...
ed esistono 29 928 numeri di Smith inferiori a 1000000.

## Metodi per la generazione di numeri di Smith
Nel 1983 su Mathematics Magazine apparve un metodo per generarli.
Se p è un numero primo costituito da tutte cifre 1 (chiamato repunit) allora un numero di Smith si ottiene con 3304 × p. Successivamente si è scoperto che oltre a 3304 si può anche usare 1540 × p infatti 1540 x 11 = 16 940 è un numero di Smith:
1 + 6 + 9 + 4 + 0 = 2 + 2 + 5 + 7 + (1 + 1) + (1 + 1) = 20
Ma 1540 e 3304 non sono gli unici numeri che si possono usare, ne esistono molti altri, ad esempio:
1720, 2170, 2440, 5590, 6040, 7930, 8344, 8470, 8920, 23590, 24490, 25228, 29080, 31528, 31780, 33544, 34390, 35380.
Nel 1984, Patrick Costello generò numeri di Smith con la formula p × q × 10M dove p è un piccolo primo e q è un numero primo di Mersenne. Il numero M deve essere scelto nel seguente modo:
1. Si sceglie un numero primo di Mersenne q
2. Si sceglie un piccolo numero primo p e si fanno i seguenti passi:
  1. si calcola ps = somma delle cifre di q + la somma delle cifre di p;
  2. si calcola il prodotto p × q;
  3. si calcola ds = somma delle cifre di p × q;
3. ora se
  - ds<ps, si torna al passo 2 e si sceglie un nuovo p;
  - se ds = ps, allora p × q è un numero di Smith;
  - se ds>ps, allora si calcola (ds-ps);
  - se (ds-ps) è divisibile per 7 allora M=(ds-ps)/7 e p × q × 10M è un numero di Smith
  - altrimenti si torna al passo 2 e si sceglie un nuovo p.

Se per esempio scegliamo il numero primo di Mersenne q = 217-1 = 131 071 e il numero primo p = 5011 abbiamo che:
{\displaystyle ps=(1+3+1+0+7+1)+(5+0+1+1)=20,}
il prodotto tra p e q è uguale a
{\displaystyle 131\,071\times 5011=65\,679\,6781,}
la somma delle cifre di p × q è
{\displaystyle ds=6+5+6+7+9+6+7+8+1=55.}
Ora dato che ds è maggiore di ps possiamo calcolare la loro differenza:
{\displaystyle ds-ps=35}
e, visto che 35 è divisibile per 7, il coefficiente M sarà uguale a:
{\displaystyle M=35/7=5}
ora possiamo calcolare il numero di Smith:
{\displaystyle p\times q\times 10^{5}=65\,679\,678\,100\,000}
Costello individuò 65 numeri di Smith in questo modo, incluso uno da record: 191 × (2216091−1) × 10266 con 65 319 cifre decimali.
W. L. McDaniel generò i numeri di Smith della forma t × 9 × Rn × 10M dove t è nell'insieme {2, 3, 4, 5, 7, 8, 15}, con Rn repunit primo.